# Hemipolygona beckyae
Hemipolygona beckyae is een slakkensoort uit de familie van de Fasciolariidae. De wetenschappelijke naam van de soort is voor het eerst geldig gepubliceerd in 2000 door Snyder.